# Amolops bellulus
Amolops bellulus är en groddjursart som beskrevs av Liu, Yang, Ferraris och Matsui 2000. Amolops bellulus ingår i släktet Amolops och familjen egentliga grodor. IUCN kategoriserar arten globalt som otillräckligt studerad. Inga underarter finns listade i Catalogue of Life.